# Херој Републике Косово
Херој Републике Косово (алб. Urdhri Hero i Kosovës) је почасно звање у Републици Косово. Додељује га председник Републике Косово. Медаља садржи портрет Ђурађа Кастриота Скендербега, а израђена је од злата.

## Добитници
- Беким Бериша
- Иса Бољетинац
- Адем Демачи
- Адем Јашари
- Хамез Јашари
- Захир Пајазити
- Шабан Полужа
- Агим Рамадани
- Ибрахим Ругова
- Идриз Сефери
- Ахмет Хаџију
- Сали Чекај
- Африм Буњаку